# Minuscule 1
- Papyrus
- Onciale
- Minuscules
- Lectionnaire

Le Codex, portant le numéro de référence 1 (Gregory-Aland), δ 254 (von Soden), est un manuscrit de vélin du Nouveau Testament en écriture grecque minuscule. 

## Description

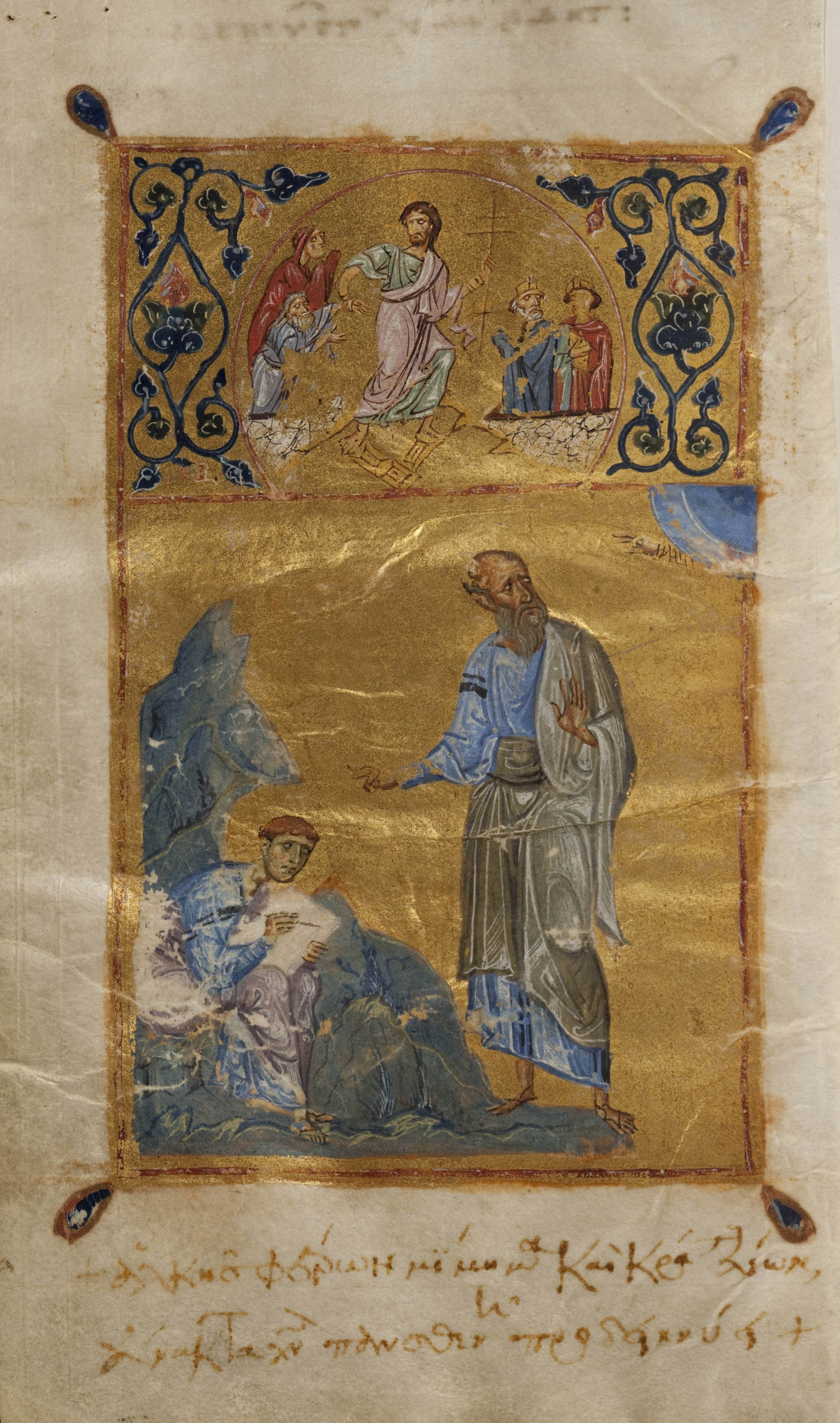
Saint Jean, f.265v.

Le codex se compose de 297 folios. Les dimensions du manuscrit sont de 18,5 x 11,5 cm. Il est écrit sur une colonne de 38 lignes. C'est un manuscrit contenant le texte du Nouveau Testament sauf l'Apocalypse. 
Il contient les κεφαλαια (chapitres), τιτλοι (titres), les Sections d'Ammonian, les canons de concordances, et Euthalian Apparatus.
Les paléographes datent ce manuscrit du XIIe siècle.
Il a été utilisé par Érasme dans son Nouveau Testament imprimé (Novum Testamentum omne).
Il est conservé à la Bibliothèque publique et universitaire de Bâle-Ville (A. N. IV, 2), Bâle,.

## Texte
Le texte du codex est de type byzantin. Kurt Aland le classe en Catégorie V.
La Pericope Adulterae (Jean 7,53-8,11) est incluse après Jean 21,25.